# باشگاه فوتبال استقلال کابل
باشگاه فوتبال استقلال کابل یک باشگاه حرفه‌ای فوتبال افغانستان از کابل است که در حال حاضر در لیگ قهرمانان افغانستان بازی می کند.

## تاریخچه
استقلال در سال ۱۳۸۳ تأسیس شد. در طول فصل ۱۳۹۹، این باشگاه در لیگ برتر کابل بازی کرد. از سال ۱۴۰۰ در لیگ قهرمانان افغانستان بازی می‌کند.

## تاریخچه داخلی
راهنما
      قهرمان
      نایب قهرمان
      سوم
| فصل     | لیگ | لیگ        | لیگ        | لیگ        | لیگ        | لیگ        | لیگ        | جام        | یادداشت    |
| فصل     | بخش | جایگاه     | بازی       | برد        | مساوی      | باخت       | امتیاز     | جام        | یادداشت    |
| ------- | --- | ---------- | ---------- | ---------- | ---------- | ---------- | ---------- | ---------- | ---------- |
| ۱۴۰۰    | I   | دوم        | ۱۱         | ۸          | ۲          | ۱          | ۲۶         |            |            |
| ۱۴۰۱    | I   | هشتم       | ۱۱         | ۳          | ۳          | ۵          | ۱۲         |            |            |
| ۱۴۰۲    | I   | برگزار نشد | برگزار نشد | برگزار نشد | برگزار نشد | برگزار نشد | برگزار نشد | برگزار نشد | برگزار نشد |
| ۱۴۰۳    | I   | هفتم       | ۱۱         | ۵          | ۰          | ۶          | ۱۵         |            |            |
| ۰۴–۱۴۰۳ | I   | پنجم       | ۱۱         | ۴          | ۲          | ۵          | ۱۴         |            |            |